# Karstula
Karstula es un municipio de Finlandia ubicado en la región de Finlandia Central.
En 2022, el municipio tenía una población de 3664 habitantes, de los que casi dos mil vivían en la capital municipal.
Comprende un conjunto de áreas rurales ubicadas unos 20-40 km al noroeste de Saarijärvi. En el término municipal se cruza la carretera 13 de Saarijärvi a Kokkola en perpendicular con la carretera 58, que atraviesa el pueblo, situado en la costa del lago Pääjärvi.

## Historia
El área pertenecía históricamente al vecino municipio de Saarijärvi, cuya parroquia estableció en 1775 una capilla para las aldeas de esta zona, en torno a la cual se fue formando el pueblo de Karstula. En 1853, se construyó aquí una gran iglesia de madera, que en 1858 pasó a tener estatus de parroquia y es actualmente conocida por albergar un retablo de Pekka Halonen. En 1867, Karstula adoptó el estatus de municipio. El término municipal se redujo en 1929 al separarse Kyyjärvi como nuevo municipio.